# Kim Hyo-sim
Kim Hyo-sim (29 de marzo de 1994) es una deportista norcoreana que compite en halterofilia, en la categoría de –71 kg.

## Trayectoria deportiva
Compitió en los Juegos Asiáticos de 2018, ganando la medalla de oro en la categoría de 63 kg.